# Arnold Shapiro
Pour les articles homonymes, voir Shapiro.
Arnold Shapiro (né le 1er février 1941) est un producteur, réalisateur américain, et écrivain.
Il a remporté l'Oscar du meilleur film documentaire en 1979 pour Scared Straight!, film qui suit l'évolution d'un groupe de jeunes délinquants. Il en a d'ailleurs fait une suite 10 ans plus tard: Scared Straight! 10 Years Later. Il a aussi réalisé des séries pour CBS, comme Big Brother.
En plus de son Oscar, Arnold Shapiro a remporté aussi plusieurs Primetime Emmy Awards, pour The Teen Files en 2011, pour CBS Schoolbreak Special en 1994.

## Filmographie
- 1978 : Scared Straight!
- 1987 : Scared Straight! 10 Years Later
- 2000 : Big Brother (CBS)
- 2005 : Brat Camp (ABC)
- 2011 : Beyond Scared Straight